# Louise Brimbeuf
Louise Brimbeuf, née Lefèvre, est une enseignante et résistante française, née le 25 septembre 1895 à Braye-en-Thiérache (Aisne) et décédé en déportation en février 1945 à Ravensbrück.

## Biographie
Louise Marguerite Lefèvre est née le 12 avril 1886 à Braye-en-Thiérache, petite commune de la Thiérache, dans une famille où le père est bourrelier et sa mère lingère. Après avoir passé son certificat d'études primaires, elle rentre à l'école normale primaire pour devenir institutrice.
Au lendemain de la Première Guerre mondiale, elle est en poste à Dolignon en 1919 comme institutrice. Elle se marie en octobre 1919 avec Amand Brimbeuf, agent général en assurance dans sa commune natale.
Le couple s'installe d'abord à La Capelle en décembre 1919, puis à Erloy en 1921 et définitivement à Vervins en 1922.
Au début de la Seconde Guerre mondiale, son époux, Amand Brimbeuf, est rappelé brièvement à l'activité militaire en mars 1940, mais il est réformé le mois suivant par la commission militaire de Laon. 
Avec l'occupation allemande de la région de Vervins, Louise Brimbeuf décide de s'engager dans la résistante avec son mari Amand Brimbeuf. Elle est ainsi membre d'un réseau de résistance et participe conjointement avec Amand à ses activités de résistant. Quelques jours avant un nouveau parachutage britannique, Amand Brimbeuf est capturé par les Allemands le 10 décembre 1943. Le jour-même, elle est également interpellée par les Allemands à son domicile. Le 13 décembre 1943, son époux est retrouvé mort dans sa cellule.
Louise Brimbeuf est envoyée d'abord dans un camp d'internement de la région parisienne où elle est déportée par le convoi l 212 parti de Paris vers Ravensbrück en mai 1944. Elle est morte en déportation en février 1945, selon un jugement du tribunal civil de Vervins du 26 juillet 1945.

## Hommages
La ville de Vervins lui rend hommage en apposant une plaque commémorative, pour elle et son époux, à leur domicile. La rue où elle résidait, la rue des Prêtres est rebaptisée en rue Amand-Brimbeuf. Son nom est donné à l'une des écoles primaires de la commune et elle est inscrit sur le monument aux morts communal. Son nom est également apposé sur le monument des Instituteurs de Laon. 

### Décorations
- Médaille de la Résistance française (décret du 3 janvier 1946 à titre posthume)[2].